# Dioscorea hastatissima
Dioscorea hastatissima är en enhjärtbladig växtart som beskrevs av Henry Hurd Rusby. Dioscorea hastatissima ingår i släktet Dioscorea och familjen Dioscoreaceae. Inga underarter finns listade i Catalogue of Life.